# 木下秀雄
木下 秀雄（きのした ひでお、1931年7月17日 - 2014年3月8日）は、日本の男性俳優、声優。東京府（現：東京都）出身。

## 来歴
明治大学卒業。1953年、東京放送劇団入団。第5期生同期には、里見京子、黒柳徹子がいる。テレビ勃興時代から活動をはじめ、晩年までCMや舞台に出演。
以前はKプロダクション、プロダクション・タンクに所属していた。
声種はハイバリトン。
NPO法人の日本ネイリスト協会で副理事長も務めた。妻は株式会社ユミ・クリエイションの木下ユミ（木下由美）で、娘はネイリストの木下美穂里。
2014年3月8日死去。82歳没。

## 出演

### テレビドラマ
- 中学生日記
- 子供の時間 ドラマ 燃えるキリシタン城（1954年）
- 事件記者（1958年、NHK） - 鳥貝刑事 役
- 偉人伝・この光は消えず からくり儀右衛門（1960年、NHK） - 語り
- 次郎物語（1964年、NHK） - 語り
- 開化探偵帳（1968年） - 難波竹丸 役
- ワンダーくんの初夢宇宙旅行（1969年） - ナレーター
- オレとシャム猫（1969年、TBS）
- 鬼平犯科帳 第39話「猿（ましら）の銀次郎」（1970年） - 番頭 役
- おらんだ左近事件帖 第25話「江戸城罷り通る」（1972年）
- 大河ドラマ（NHK）
  - 元禄太平記（1975年） - 中村勘助
  - 秀吉（1996年） - 神谷宗湛
- 忠臣蔵 年末時代劇スペシャル（1985年）
- 明日はだいじょうぶ（1996年、フジテレビ）
- たっくんのオモチャ箱（1997年 - 2000年、NHK） - トノサマダーの声
- 新・半七捕物帳 第14話「絵馬」（1997年、NHK）
- 上杉鷹山-二百年前の行政改革-（1998年、NHK）
- デジドラ・ワンシーン（1998年、テレビ東京）
- お前の諭吉が泣いている（2001年、テレビ朝日）
- 新宿鮫シリーズ 氷舞（2002年、NHKBS2）
- あんどーなつ（2008年、TBS） - 方言指導

### 映画
- 新・事件記者 殺意の丘（1966年） - 鳥貝刑事 役
- 新・事件記者 大都会の罠（1966年） - 鳥貝刑事 役
- ミンボーの女（1992年） - ゴルフ場支配人 役
- 宣戦布告（2002年）

### 吹き替え

#### 洋画
- 犯人は誰だ（英語版） - ラッフルズ（デヴィッド・ニーヴン）
- 石の花（英語版）（1963年） - ダニーラ（ウェ・ドルージニコフ）
- 四重奏（英語版）（1963年） - ダーク・ボガード
- 超音ジェット機（1963年） - フィリップ（ジョン・ジャスティン）
- 白鳥（1969年） - アルバート王子（アレック・ギネス）
- 二重の鍵（1970年） - ラズロ（ジャン＝ポール・ベルモンド）
- 大海戦史（英語版）（1970年） - ジョン・ポール（ロバート・スタック）
- 最後の航海・豪華客船SOS!!（1970年） - クリッフ・ヘンダスン（ロバート・スタック）※TBS版
- 大運河（フランス語版）（1970年） - エリック・フオン・ベルゲン（O・E・ハッセ）
- 駅馬車（1970年）（マイク・コナーズ）※TBS版
- ロード・ジム（1971年） - ジム（ピーター・オトゥール）
- 裏街（1971年） - ウォルター・サクセル
- 荒野の1ドル銀貨（1971年） - ゲーリー・オハラ（ジュリアーノ・ジェンマ）
- 夕陽の用心棒（1971年） - リンゴー（モンゴメリー・ウッド）※フジテレビ版
- 嵐ヶ丘（1971年） - エドガー（デヴィッド・ニーヴン）※NHK版
- 男ひとたび立てば（英語版）（1972年） - エベン（ドン・ストロード）
- 地上最大のショウ（1973年） - 道化師バトンズ（ジェームズ・ステュアート）※TBS版
- バイキングの逆襲（1973年） - ビヤルニ（ゴードン・ミッチェル）
- さすらいの旅路（1973年） - マードストン（ジェームズ・ドナルド）
- 特攻大戦線（1977年） - カサディ（アントニオ・ピオバネリ）※フジテレビ版
- 2001年宇宙の旅（1981年）
- フラミンゴ・ロード（1981年）
- ナバロンの要塞（1986年） - ロイ・フランクリン少佐（アンソニー・クエイル）※TBS版
- 交渉人（1999年） - アル・トラヴィス署長（ジョン・スペンサー）
- ウォーターボーイ（1999年） - 教授（ロバート・ココル）

#### 海外ドラマ
- ルクレール兄弟の旅（フランス語版）（1959年 - 1960年） - アンドレ（ミシェル・テロ）
- 宇宙探検（英語版）（1959年 - 1960年）
- 陽気なネルソン（英語版）（1960年 - 1962年） - デーヴ・ネルソン
- ひとすじの道 「跳躍王リチャーズ」（1961年） -  ボブ・リチャーズ本人
- ルート66（1962年） - トッド・スタイルス（マーティン・ミルナー）
- OKセブン作戦 #2「チンパンジーはどこ?」（1971年） - 牧師
- 刑事スタスキー&ハッチ（1977年） - ガーナー弁護士（ウィリアム・ボガート）
- 大草原の小さな家 第140・141話 - ハーブ（ジェームズ・クロムウェル）
- アメリカン・ヒーロー 第6話「つっぱりトニー君の放火騒動」（1982年） - ムーディ（ウッディ・エニー）
- 頑固じいさん孫3人 第35話「負けてたまるか」（1989年） - ウォール判事
- そりゃないぜ!? フレイジャー（1994年）
- ブルック・シールズのハロー!スーザン（英語版）（1996年）
- ハイテク武装車バイパー 第2シーズン 第12話「ドラッグレース」（1996年） - ストラウム博士
- 夢みる小犬ウィッシュボーン（1999年） - ベタリッジ
- スピン・シティ 第5話「ライバル」（2000年） - ガーフィールド前市長（トム・レイシー）
- シャーロック・ホームズ バスカヴィル家の犬（2001年） - バリモア（アーサー・ホールデン）
- ジョニー・イングリッシュ（2003年）
- ザ・ホワイトハウス2 第15話「リア王の娘」（2003年）
- ザ・ホワイトハウス3 第8話「抑圧される女性たち」（2004年） - バーニー（ブルース・カービー）

#### 海外アニメ
- ガリバー旅行記（ガリバー）
- バッタ君町に行く（バッタ君）

### 人形劇
- 家なき子（1955年、NHK） - ボップ
- じんざえもんと5人のともだち（1972・1973年）
- 新八犬伝（1973年 - 1975年、NHK） - 犬村角太郎
- 真田十勇士（1975年 - 1977年、NHK） - 真田幸村、由利鎌之助
- たけくらべ（1976年、NHK）
- こどもにんぎょう劇場「霊芝草」（放送年不明、NHK教育）

### 劇場アニメ
- 西遊記（1960年、東映動画） - 猪八戒
- アラビアンナイト・シンドバッドの冒険（1962年） - シンドバッド
- おとぎの世界旅行（1962年）
- わんぱく王子の大蛇退治（1963年）
- わんわん忠臣蔵（1963年） - ロック[6]

### テレビアニメ
- 遊星少年パピイ（1965年） - ナレーター
- アニメンタリー 決断（1971年）
- 科学忍者隊ガッチャマン（1972年） - ナレーター[7]
- 樫の木モック（1972年） - 将軍
- 新造人間キャシャーン（1974年）
- 母をたずねて三千里（1976年） - ラモン・メキーネス

### 特撮
- 忍者部隊月光（1964年）

### テレビ番組
- ディズニーランド（1958年）
- 理科教室中学校3年生（NHK教育）

### ラジオドラマ
- 江戸川乱歩ドラマシリーズ（連続ラジオ小説、日本放送協会） - 波越警部
  - 黄金仮面（1978年）
  - 魔術師（1979年）
  - 吸血鬼（1980年）
  - 人間豹（1981年）
  - 地獄の道化師（1982年）
  - 「化人幻戯」より「明智小五郎最後の事件」（1983年）
- NHK-FM 青春アドベンチャー シリーズ
  - カムイの剣（1984年） - キャプテンキッド
  - ホック氏の異郷の冒険（1986年）
  - 浅草ロック殺人事件（1988年）
  - にごりえ殺人事件（1987年）
  - ドールズ〜闇から来た少女（1988年） - 結城恒一郎
  - 帝都誘拐団（1990年） - 前沢天風
  - 海賊モア船長の遍歴（1999年） - クリフォード船長
- R2ラジオ劇場 
  - 流れる水のように（1956年）
  - 嫉妬そして僕（1960年）
- 緑のコタン（1962年、NHK） - トランネ
- 春告鳥（1963年、R1放送劇）

### ドラマCD
- オーディオ・ドラマCD ヴァーチャルサウンドムービー 沈黙の艦隊（1993年）

### CM
- 東芝 face（1998年） - お茶の水博士

### 舞台
- 朗読の窓「ある浅草の風景」 第1回公演（2001年）

### その他
- 環境・識字教育ビデオアニメーション ミナの村と森
- メークアップ&ネイル アトリエ 60thアニバーサリー「木下ユミ60年の軌跡」（2010年） - 語り